# Sikasaari (ö i Mellersta Finland, Jämsä)
Sikasaari är en ö i Finland. Den ligger i sjön Iso Pihlajajärvi och i kommunen Kuhmois i landskapet Mellersta Finland, i den södra delen av landet, 170 km norr om huvudstaden Helsingfors. Öns area är 16,7 hektar och dess största längd är 1 kilometer i öst-västlig riktning.